# Liste des sites mégalithiques dans le district de Vila Real
Cette liste non exhaustive recense les principaux sites mégalithiques dans le district de Vila Real, au Portugal.

## Liste
| Site                                       | Type               | Municipalité         | Notes    | Coordonnées                          | Image |
| ------------------------------------------ | ------------------ | -------------------- | -------- | ------------------------------------ | ----- |
| Anta de Fonte Coberta                      | Dolmen             | Alijó                |          | 41° 20′ 05″ N, 7° 28′ 18″ O          |       |
| Nécropole mégalithique d'Alto das Madorras | Tumulus            | Alijó                | 8 tumuli | 41° 23′ 52″ N, 7° 31′ 08″ O          |       |
| Mamoa do Cha de Lesenho                    | Dolmen             | Boticas              |          | 41° 38′ 55″ N, 7° 45′ 24″ O          |       |
| Statue-menhir de Chaves                    | Statue-menhir      | Chaves               |          | conservée au musée régional          |       |
| Statue-menhir de Faiões                    | Statue-menhir      | Chaves               |          | conservée au musée régional          |       |
| Ciste do Gorgulao                          | Ciste mégalithique | Montalegre           |          | déplacée 41° 43′ 14″ N, 7° 53′ 08″ O |       |
| Cruz dos Cepos                             | Statue-menhir      | Montalegre           |          | 41° 44′ 59″ N, 7° 40′ 28″ O          |       |
| Mamoas da Veiga (pt)                       | Dolmens            | Montalegre           |          | 41° 50′ 07″ N, 7° 45′ 02″ O          |       |
| Mamoa das Madorras                         | Dolmen             | Sabrosa              |          | 41° 17′ 55″ N, 7° 36′ 36″ O          |       |
| Dolmens de la Serra do Alvão (pt)          | Dolmens            | Vila Pouca de Aguiar |          | 41° 29′ 31″ N, 7° 43′ 17″ O          |       |
| Mamoa Trás do Outeiro                      | Dolmen             | Vila Pouca de Aguiar |          | 41° 31′ 15″ N, 7° 41′ 53″ O          |       |
| Mamoa d'Alto do Cotorino                   | Dolmen             | Vila Pouca de Aguiar |          | 41° 29′ 55″ N, 7° 43′ 14″ O          |       |
| Statue-menhir de Marco da Barrela          | Statue-menhir      | Vila Pouca de Aguiar |          | 41° 25′ 19″ N, 7° 36′ 05″ O          |       |